# Nogarole Vicentino
Nogarole Vicentino es una comuna de 1.089 habitantes de la provincia de Vicenza, geográficamente situado a lo largo del Valle del Chiampo. Hasta 1867 el nombre de la ciudad era Nogarole.

## Personalidades de Nogarole Vicentino
- Alfredo Rigodanzo, político.

## Administración
- Alcalde:Mario Negro Marcegaglia
- Fecha de asunción:08/06/2009
- Partido:lista civica
- Teléfono de la comuna: 0444 427050
- Email:

## Evolución demográfica
| Gráfica de evolución demográfica de Nogarole Vicentino entre 1861 y 2001 |
|                                                                          |
| Fuente ISTAT - Gráfica elaborada por Wikipedia                           |